# Institut für Geologie der Erzlagerstätten, Petrographie, Mineralogie und Geochemie

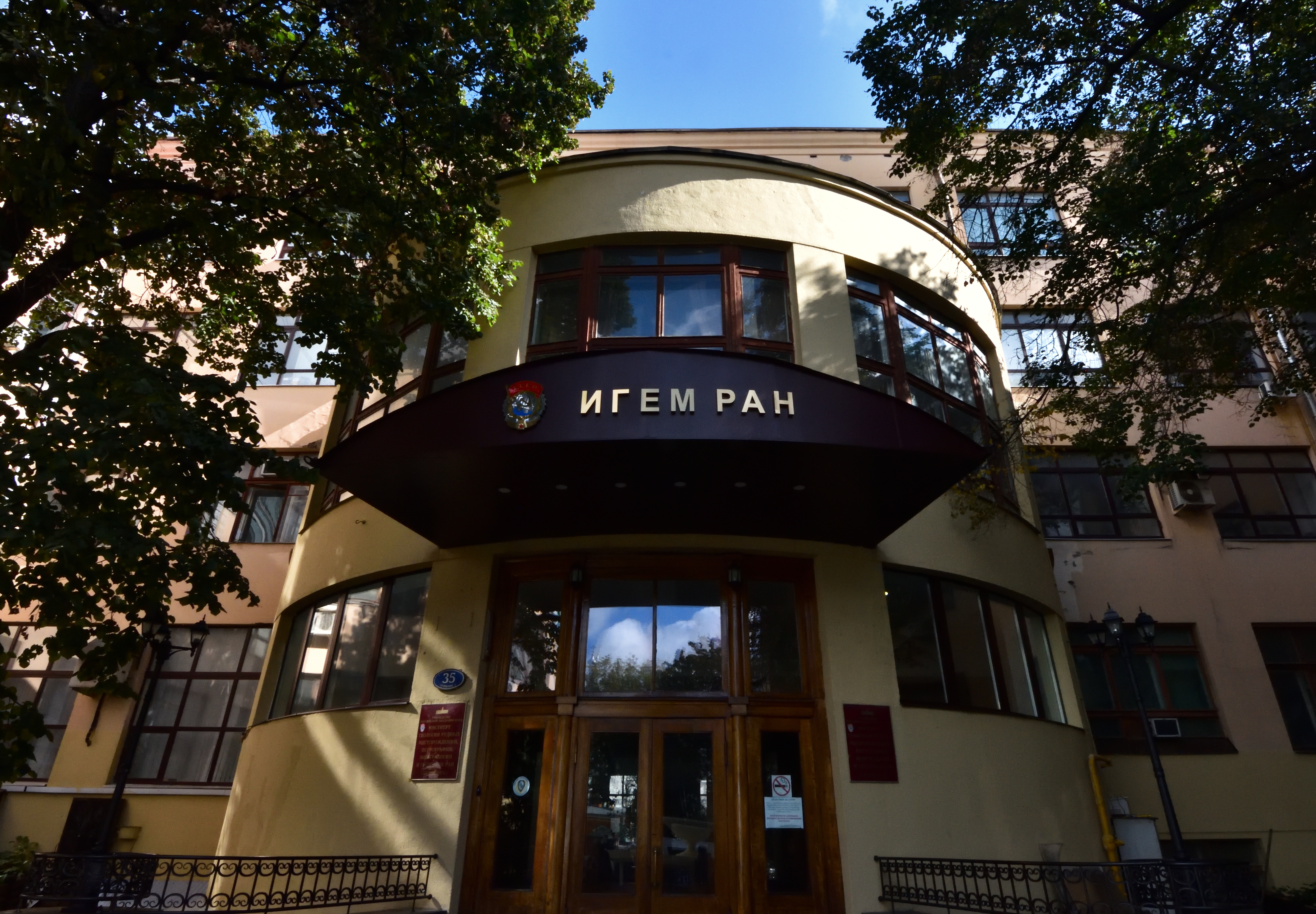
Institut für Geologie der Erzlagerstätten, Petrografie, Mineralogie und Geochemie (IGEM) der Russischen Akademie der Wissenschaften

Das Institut für Geologie der Erzlagerstätten, Petrografie, Mineralogie und Geochemie (IGEM RAN) ist ein Institut der Russischen Akademie der Wissenschaften. Es wurde 1955 aus dem Institut für Geologie der Akademie der Wissenschaften der UdSSR ausgegliedert. Derzeitiger Präsident ist Nikolai Stefanowitsch Bortnikow.

## Bekannte Mitglieder
- Alexander Nikolajewitsch Sawarizki (1884–1952)
- Nikolai Wassiljewitsch Below (1891–1982)
- Dmitri Iwanowitsch Schtscherbakow (1893–1966)